# День Сухопутных войск Украины
«День Сухопутных войск Украины» (укр. День Сухопутних військ України) — национальный профессиональный праздник, всех работников и военнослужащих Сухопутных войск Украины, который отмечается в стране ежегодно 12 декабря.
«День Сухопутных войск Украины» появился в украинском официальном календаре сравнительно недавно, в конце второго тысячелетия, в 1997 году (на следующий год после того, как СВ Вооруженных Сил Украины были сформированы на основании Указа Президента в соответствии со статьёй 4 Закона Украины «О Вооруженных Силах Украины» 1996 года), после того, как 18 октября 1997 года, в столице страны городе-герое Киеве, второй президент Украины Леонид Данилович Кучма подписал Указ N 1167/97 «О Дне Сухопутных войск Украины» который предписывал отмечать его в Украине каждый год 12 декабря. В президентском указе Леонида Кучмы, в частности, говорилось, что этот праздник вводится: «учитывая заслуги Сухопутных войск Украины как наиболее многочисленного вида Вооруженных Сил Украины в обеспечении обороноспособности государства».
Не случайно, в 2009 году, третий президент Украины Виктор Андреевич Ющенко поздравляя военнослужащих с «Днём сухопутных войск» сказал следующие слова:

От имени украинского государства благодарю вас за верную службу и усердный труд. Уверен, что благодаря вашим усилиям мир и покой нашего народа, территориальная целостность и суверенитет Украины всегда будут надежно защищены… Сухопутные войска, как основа украинской армии, играют решающую роль в обеспечении обороноспособности страны…

В состав сухопутных войск Украины входят: Механизированные и танковые войска, Ракетные войска и артиллерия, Армейская авиация, Аэромобильные войска, Войска противовоздушной обороны. Некоторые из этих родов войск также имеют свой узкопрофессиональный праздник, например: День танкиста, День ракетных войск и артиллерии, День ПВО и т. д. Тем не менее, главнокомандующий украинской армией счёл необходимым создать, помимо них, и «День Сухопутных войск Украины», дабы сильнее скрепить боевое братство между различными родами сухопутных войск.